# Olle Langert
Nils Olof ( Olle) Langert, né le 11 juin 1924 et décédé le 21 décembre 2016 à Göteborg (Suède), est un peintre et sculpteur suédois.
Il est aussi l'auteur d'un certain nombre d'œuvres monumentales ornant espaces et bâtiments publics de la municipalité de Göteborg. 
Son œuvre est représentée dans les collections du Musée National et du Musée Moderne de Stockholm (voir "la chaise" ) des Musées d'Art de Göteborg (voir "autoportrait"), Borås, Malmö, Bornholm (Danemark) et du Musée Folkwang d'Essen (Allemagne).

## Documentation
- Olle Langert: [Konsthallen Göteborg, 8 juni-26 augusti 1990] - Centre Pompidou - Bibliothèque Kandinsky - Centre de Documentation et de Recherche du Musée National d'Art Moderne